# Мароко на Зимским олимпијским играма 2010.
Мароку је ово било пето учешће на Зимским олимпијским играма и прво након паузе од 18 година (четири олимпијаде). Мароканску делегацију, на Зимским олимпијским играма 2010. у Ванкуверу представљао је један такмичар који је учествовао у две дисциплине алпског скијања.
Марокански олимпијски тим је остао у групи екипа које нису освојиле ниједну медаљу.
Заставу Марока на свечаном отварању Олимпијских игара 2010. носио је једини марокански такмичар алпски скијаш Самир Азимани.

## Алпско скијање

### Мушкарци
| Такмичар      | Дисциплина | Резултати       | Резултати       | Резултати | Резултати | Резултати     |
| Такмичар      | Дисциплина | 1. трка         | 2. трка         | Укупно    | Заостатак | Пласман       |
| ------------- | ---------- | --------------- | --------------- | --------- | --------- | ------------- |
| Самир Азимани | Слалом     | 1:00,43 (12,64) | 1:02,00 (11,27) | 2:02,43   | 23,11     | 44 / 48 (102) |
| Самир Азимани | Велеслалом | 1:32,02 (14,75) | 1:34,61 (14,46) | 3:06,63   | 28,80     | 74 / 81 (103) |